# Coordenadas homogéneas

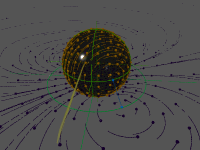
Coordenadas homogéneas.

En matemáticas, y más concretamente en geometría proyectiva, las coordenadas homogéneas (también denominadas coordenadas proyectivas) son un instrumento usado para describir un punto en el espacio proyectivo. Fueron introducidas por el matemático alemán August Ferdinand Möbius en el año 1837.
También pueden usarse como un sistema alternativo de coordenadas para trabajar en el espacio euclídeo, pues este puede verse como un subconjunto del espacio proyectivo. De ese modo, las coordenadas homogéneas son ampliamente usadas en infografía para la representación de escenas en tres dimensiones. Su notación en forma matricial se emplea en bibliotecas de programación gráfica en 3D como OpenGL y Direct3D. 

## Introducción
En coordenadas homogéneas, todo punto bidimensional está definido por tres coordenadas. De tal modo que un punto de dimensiones (x, y), se representa por la terna

{\displaystyle \left(\lambda x,\lambda y,\lambda \right),\quad \lambda \neq 0}

Las coordenadas en dos dimensiones se pueden encontrar más fácilmente si λ = 1, por simplificación. En tres dimensiones, suele ocurrir lo mismo.
Una consecuencia de esta escritura es que un punto propio tiene infinitas formas de escribirlo, pues está determinado por una relación de equivalencia entre el punto en cuestión y aquellos otros contenidos en la recta que genera.
La idea básica se trata de ampliar el plano euclídeo (en el caso bidimensional) al plano proyectivo. Esto implica la consideración de los puntos impropios, o del infinito. Un punto impropio es aquel donde λ = 0, y está determinado por la dirección de una recta, contenida en el plano proyectivo.

Así, si el punto impropio está determinado por una recta en la forma Ax - By = 0, sus coordenadas homogéneas se escriben

{\displaystyle \left(B,A,0\right)}

Recíprocamente, dadas las coordenadas homogéneas (x, y, z) de un punto, la respectiva proyección sobre el plano euclídeo tiene como coordenadas

{\displaystyle \textstyle \left({\frac {x}{z}},{\frac {y}{z}}\right),\quad z\neq 0}

Si z = 0 el punto es impropio, y por lo tanto no existe una manera de definirlo en el plano euclídeo.

## Construcción de las coordenadas homogéneas
Dado un espacio proyectivo general {\displaystyle \mathbb {P} }, las coordenadas homogéneas son una manera de referirse a sus puntos usando tuplas de escalares (salvo múltiplo por escalar no nulo). Es decir, resultan ser una biyección entre este y {\displaystyle \mathbb {P} ^{n}(\mathbb {K} )}, con {\displaystyle n=\dim \mathbb {P} }. Así, nos permiten trabajar con cualquier espacio proyectivo como si fuera, de hecho, {\displaystyle \mathbb {P} ^{n}(\mathbb {K} )}.
Para construir esa biyección se eligen {\displaystyle n+2} del espacio y representantes (vectores) de los {\displaystyle n+1} primeros. Se pide que estos puntos sean proyectivamente independientes, es decir, que sus representantes sean linealmente independientes. Así, estos vectores forman una base del espacio vectorial sobre el que se construye {\displaystyle \mathbb {P} }. Ahora, dado cualquier otro punto del espacio proyectivo, podemos tomar un representante suyo y encontrar sus coordenadas en esta base. Sin embargo, estas coordenadas no están bien definidas, pues los elementos de la base son representantes de puntos y, como tales, no están unívocamente determinados. 
Para solucionar este problema es para lo que se añade el {\displaystyle (n+2)}-ésimo punto. Si se le piden las condiciones adecuadas (que sea proyectivamente independiente con cada otros {\displaystyle n} puntos de los {\displaystyle n+1} puntos originales; con estas condiciones el conjunto de puntos se denomina una referencia proyectiva) y construyendo la base "adaptada" a este nuevo punto se consigue que las coordenadas estén bien definidas. La construcción en detalle está explicada en el artículo Referencia proyectiva§Coordenadas homogéneas.